# Die Entlassung
Die Entlassung (Alternativtitel: Schicksalswende, auch: Wilhelm II. und Bismarck oder Bismarck Teil 2, bezogen auf den Film Bismarck von 1940) ist ein deutscher Historienfilm aus dem Jahr 1942. Der Film schildert den Konflikt zwischen dem Reichskanzler Otto von Bismarck und dem jungen deutschen Kaiser Wilhelm II., der schließlich in der Entlassung Bismarcks mündet.
Der Film erhielt 1942 die Auszeichnung „Film der Nation“, die höchste Auszeichnung für Spielfilme im nationalsozialistischen  Deutschland.

## Inhalt
1888 – Der deutsche Kaiser Wilhelm I. liegt im Sterben. Da der Thronfolger, Kronprinz Friedrich, an Kehlkopfkrebs erkrankt ist, ist bereits offensichtlich, dass die Thronfolge in Bälde an den 29-jährigen Enkel des Kaisers, den Prinzen Wilhelm, übergehen wird. Wilhelm und der amtierende Reichskanzler Fürst Bismarck werden an das Sterbebett gerufen, wo der alte Kaiser sie bittet, einander die Treue zu halten. Bereits selbst vom Tode gezeichnet, nimmt Friedrich vom Fenster des Schlosses aus an den Bestattungsfeierlichkeiten für Wilhelm I. teil. Kurze Zeit später stirbt auch er und Prinz Wilhelm folgt ihm als Wilhelm II. auf den Thron. Dieser Vorgang bereitet Bismarck große Sorgen, denn er fürchtet den beschränkten politischen Horizont des nach Geltung suchenden jungen Herrschers und dessen Hang zu spontanen, unüberlegten Handlungen.
Zunächst scheint Wilhelm damit einverstanden zu sein, dass die Führung des Reiches in den erfahrenen Händen des Fürsten bleibt; er versichert ihm, bedingungslos an ihm festzuhalten. Anlässlich eines Besuches bei seinem Cousin zweiten Grades, dem russischen Zaren Alexander III., wird jedoch offenbar, dass er gewillt ist, aus dem Schatten Bismarcks zu treten. Der 75-jährige Fürst befindet sich derweilen zu seiner gesundheitlichen Restauration in Friedrichsruh und leitet von dort die Amtsgeschäfte. Die unüberlegten Äußerungen Wilhelms auf dessen Staatsbesuchen sorgen dabei für seinen Unmut.
Anlässlich einer Porträtsitzung im Hause seines Hofmalers stößt Wilhelm überraschend auf einen einfachen Arbeiter, einen Sozialdemokraten, und wird mit dessen Nöten konfrontiert. Er beschließt daraufhin, sich der sozialen Probleme des Volkes anzunehmen, auch um einen weiteren Stimmenanstieg für die Sozialdemokraten zu verhindern. Er schickt Bismarcks Stellvertreter von Bötticher mit seinen nicht sehr realitätsnahen Vorschlägen zum Fürsten, welche dieser geradeheraus als unpraktikabel ablehnt. Entrüstet ruft Wilhelm den Kronrat ein und versucht dort erneut, Bismarck und dessen Minister für seine Ideen zu gewinnen. Bismarck beharrt jedoch auf seinem Standpunkt und lehnt Wilhelms Vorschläge erneut als staatsgefährdend ab. Jedoch muss er feststellen, dass seine Minister nicht mehr geschlossen hinter ihm stehen. Er zieht sich deshalb auf die Außenpolitik zurück und überlässt Wilhelm die Innenpolitik.
Der Ausgang der Wahlen zum Reichstag bestätigen die Befürchtungen Bismarcks: Die Aktivitäten des Kaisers haben der Sozialdemokratie einen beträchtlichen Stimmengewinn eingebracht. Der entsetzte Herrscher fürchtet nun, seine Militärvorlage nicht mehr vom Parlament bewilligt zu bekommen, und bittet nun den Fürsten inständig um dessen Unterstützung. Bismarck nutzt die Situation und lässt sich als Bedingung für seine Hilfe unbeschränkte Vollmachten erteilen. Dieser Vorgang stößt bei seinen politischen Gegnern auf Bestürzung, denn sie müssen erkennen, dass ihre dilettantischen Intrigen gegen Bismarck erfolglos waren und sich das Blatt nun gegen sie wenden könnte. Durch Bismarcks Geschick wird die Militärvorlage nun gebilligt und der Riss zwischen Bismarck und Wilhelm scheint vorerst gekittet zu sein.
Geheimrat von Holstein, ein Mitarbeiter Bismarcks im Auswärtigen Amt und dort die graue Eminenz, holt nun zum Schlag gegen Bismarck aus. Holstein liebt es, im Hintergrund zu agieren, und würde statt Bismarck einen schwächeren, unerfahrenen Kanzler bevorzugen, sodass letztendlich er die Fäden der Macht in den Händen halten würde. Mit erpresserischen Mitteln gelingt es ihm, den Grafen Eulenburg, einen Freund des Kaisers und auch Bismarcks, dazu zu bringen, Bismarck beim Kaiser anzuschwärzen. Die Intrige gelingt, der Kaiser beschuldigt nun Bismarck in einem unverschlossenen Brief der Unterschlagung angeblich wichtiger militärischer Nachrichten. Er sucht den noch schlafenden Fürsten zu morgendlicher Stunde in seiner Wohnung auf, um ihn zur Rede zu stellen. Es kommt zum Eklat. In einem heftigen Ausbruch hält Bismarck dem Kaiser dessen politisches Unvermögen vor; dieser verlangt hingegen von ihm die Aufhebung einer Kabinettsorder, wonach es den Ministern untersagt ist, beim Kaiser vorzusprechen. Bismarck weigert sich, Wilhelm verlässt daraufhin brüskiert das Haus. Auch der demonstrative Händedruck der beiden Kontrahenten angesichts der vor dem Haus versammelten Menschenmenge täuscht nicht darüber hinweg, dass der Bruch nun wohl irreparabel ist.
Über einen Boten verlangt der Kaiser erneut die Aufhebung der Kabinettsorder, andernfalls solle Bismarck zurücktreten. Bismarck lehnt erneut ab, sein Rücktritt ist damit unausweichlich. Bevor er sein Rücktrittsgesuch jedoch abschickt, will er den zur Verlängerung anstehenden, geheimen Rückversicherungsvertrag mit Russland abschließen, einen Vertrag, der für Deutschland die Gefahr eines Zwei-Frontenkrieges bannen soll und den Bismarck für das Reich als überlebensnotwendig ansieht. Jedoch gelingt es Holstein auch hier, über Eulenburg den Kaiser zur Kursänderung zu bewegen. Er lässt den russischen Gesandten Schuwalow abfangen, bevor dieser Bismarck kontaktieren kann, um den fassungslosen Diplomaten vom neuen Kurs und damit von der Abkehr vom Vertrag auf deutscher Seite in Kenntnis zu setzen.
Der Kaiser hat inzwischen das Rücktrittsgesuch Bismarcks angenommen, Bismarck muss seine Sachen packen und die Reichskanzlei verlassen. Dort trifft ihn zu nächtlicher Stunde Holstein. Bismarck, wohl wissend, dass er Holstein das Scheitern der Vertragsverlängerung und auch seine Entlassung verdankt, hält diesem dessen charakterliche Schwäche vor und drückt ihm seine tiefe Verachtung aus.

## Kritiken
„[…] Die Filmbiographie ist dem Geist der NS-Ideologie verpflichtet; sie hält sich nur oberflächlich an die historischen Tatsachen und macht aus Bismarck von Emil Jannings wirkungsvoll verkörpert einen tragischen Helden und Wegbereiter des ‚Führer‘-Kults.“